# Roll Out Solar Array

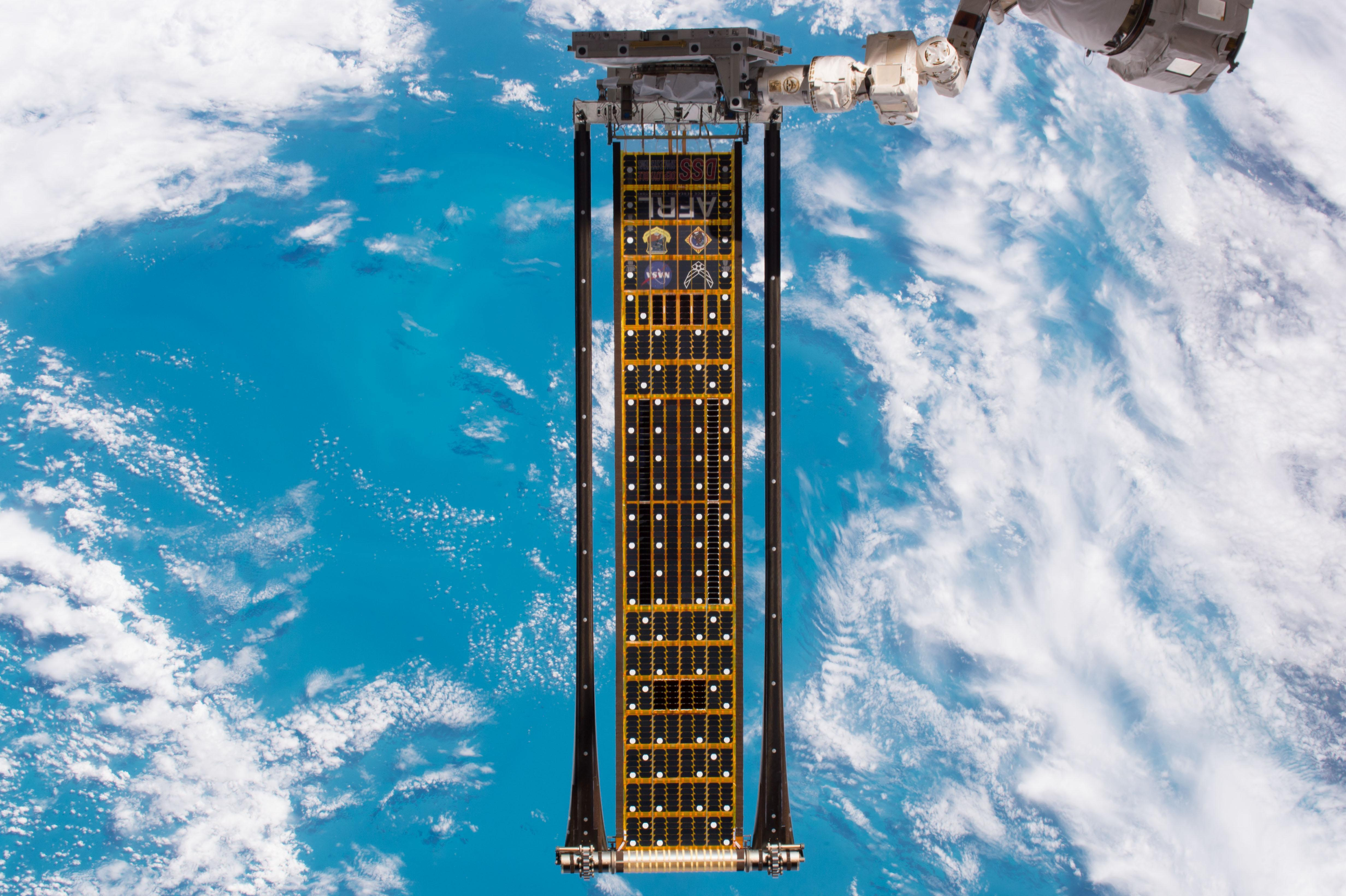
Il ROSA mantenuto all'esterno dello Stazione spaziale internazionale dal braccio robotico.

Il Roll Out Solar Array, conosciuto come ROSA, è un impianto fotovoltaico progettato dalla NASA e realizzato congiuntamente dalla Deployable Space Systems (DSS) di Santa Barbara e dalla Space Systems Loral (SSL) di Palo Alto, in grado di fornire più energia rispetto agli impianti tradizionali a parità di superficie esposta. In particolare, le prime due persone a ideare il sistema srotolabile del Roll Out Solar Array sono state, il 21 gennaio 2010, Brian R. Spence e Stephen F. White, i quali hanno ottenuto il brevetto per quest'opera il 1º aprile 2014.

## Struttura

Lo srotolamento del ROSA all'esterno della ISS.

Si tratta di fatto di un impianto fotovoltaico flessibile e arrotolabile che funziona come una rotella metrica che si avvolge sul proprio arrotolatore. Il nuovo impianto è infatti progettato per poter essere arrotolato fino a formare un cilindro compatto, (nel caso dell'impianto sperimentato il cilindro aveva un'altezza di 6 m e un diametro inferiore ai 60 cm per un peso di circa 325 kg) occupando meno spazio durante il lancio e quindi permettendo un risparmio pecuniario anche da questo punto di vista. I pannelli solari utilizzati per fornire energia ai satelliti possono infatti spesso risultare molto ingombranti, oltre che pesanti, in quanto formati da altri pannelli legati assieme utilizzando cerniere metalliche. Rispetto a questi ultimi impianti tradizionali, il ROSA risulta essere, a parità di energia fornita, nel caso sperimentato 20 kW, il 20 percento più leggero e quattro volte più piccolo in termini di volume.
Nel dettaglio, il ROSA ha un'ala centrale realizzata in materiale flessibile che supporta strisce di celle fotovoltaiche che forniscono energia elettrica. Su ognuno dei due lati lunghi dell'ala, che misura 13,7 m per 6, è presente uno stretto e piatto braccio allungabile, realizzato in materiale composito ad alta resistenza, che si estende per tutta la lunghezza dell'ala fornendo il supporto necessario all'impianto. Il ROSA non necessita di nessun motore per srotolarsi, poiché viene utilizzata l'energia immagazzinata nei due bracci che viene rilasciata quando ognuno dei due dispositivi si srotola, passando dall'avere una forma arrotolata a fungere da vero e proprio supporto.

## Storia
La NASA ha testato la tecnologia del ROSA per molti anni nelle camere a vuoto sulla Terra prima di decidere di testarla nello spazio il 18 giugno 2017. Nel weekend del 17-18 giugno 2017, quindi, al fine di ottenere dati ricavati nell'ambiente spaziale reale da poter poi confrontare con quelli ottenuti in ambiente simulato, alcuni ingegneri da terra hanno comandato in remoto il braccio robotico Canadarm2 per estrarre il ROSA dal modulo cargo Dragon della missione SpaceX CRS-11 con cui era stato portato fin alla Stazione spaziale internazionale (ISS). L'impianto fotovoltaico è stato inizialmente posto su uno degli ExPRESS logistic carrier (ELC) della ISS, poi, quando tutto è stato pronto per iniziare le operazioni, il ROSA è stato di nuovo agganciato con il Canadarm2 e con l'SPDM. Una volta riagganciato, il 18 giugno, l'ala è stata dunque fatta srotolare e, dopo che lo srotolamento è avvenuto senza alcun intoppo, la NASA ha deciso di condurre test continuativi per una settimana e osservarne le conseguenze. Gli ingegneri hanno quindi osservato il comportamento dell'impianto sottoposto alle rigide temperature dello spazio aperto nonché a vibrazioni e oscillazioni meccanicamente indotte atte a verificare la risposta del dispositivo a carichi strutturali.
Dopo la settimana di esperimenti prevista, il 25 giugno sono stati fatti tre diversi tentativi per ritrarre l'impianto in modo da poterlo nuovamente riporre nel modulo Dragon, ma sono risultati tutti quanti degli insuccessi a causa del fatto che l'iniziale estensione dei due bracci telescopici non era avvenuta nel miglior modo possibile e ciò aveva impedito la chiusura dei fermi dell'impianto, non necessaria ai fini della buona riuscita dei suddetti esperimenti ma necessaria all'esecuzione del comando di riarrotolamento. Dopo una riunione in merito, l'equipaggio della ISS e il controllo da terra hanno quindi deciso di sganciare il ROSA seguendo una procedura già preparata nelle fasi pre-volo. Lo sgancio è avvenuto alle 16:15 CDT del 26 giugno e il ROSA è stato lasciato andare lungo un'orbita che non creerà problemi né all'ISS né a nessun altro satellite e che lo porterà a disintegrarsi durante il rientro atmosferico entro alcuni mesi.

## Applicazioni
Grazie alla sua compattezza e alla sua capacità di fornire elevate quantità di energia, il ROSA sarà probabilmente utilizzato sia in future missioni di esplorazione spaziale, principalmente quelle che prevedono un viaggio interplanetario, le quali necessitano un particolare apporto energetico, che nei più comuni satelliti per telecomunicazioni e per le previsioni meteorologiche, grazie al risparmio che questo dispositivo permette in virtù della sua leggerezza.